# Summertime (canción de George Gershwin)
«Summertime» es una composición de George Gershwin, con letra de DuBose Heyward, Dorothy Heyward e Ira Gershwin concebida como aria para la ópera Porgy y Bess, de 1935. 
Durante años, Porgy y Bess no se representó en los Estados Unidos. Fuera de los Estados Unidos, sin embargo, la ópera encontró mayor éxito. Durante la década de 1950, la ópera tuvo un gran éxito en Londres, Leningrado y Milán. "Summertime" alcanzó una enorme popularidad desde el estreno de Porgy y Bess, y fue rápidamente adoptada y adaptada como estándar de jazz.
Gershwin comenzó a componer la canción en diciembre de 1933, intentando crear su propio espíritu al estilo de la música popular afroamericana de la época. Gershwin había terminado de configurar el poema de DuBose Heyward para la música en febrero de 1934, y pasó los siguientes veinte meses completando y orquestando la partitura de la ópera. La canción se interpreta varias veces a lo largo de la ópera Porgy y Bess. La primera vez, por Clara, en el acto I, como una canción de cuna, mientras arrulla a su bebé. Poco después, es nuevamente interpretada por Clara como contrapunto a la escena del juego de dados en el acto II. Finalmente, en el acto III, interpretada por Bess, cantándole al bebé de Clara.
Se ha acusado a Gershwin y Heyward de producir una ópera que aprovechó los estereotipos y tópicas percepciones de los negros. En esa época muchos músicos y artistas angloamericanos se sintieron atraídos por las imágenes y los sonidos que emanaban de las comunidades negras durante esos años, con una creencia estereotipada en su «inocencia» y el «aspecto infantil» de una raza aún no corrompida por los excesos de la civilización.
"Summertine" fue estrenada por primera vez el 19 de julio de 1935, con George Gershwin tocando el piano y dirigiendo la orquesta y con Abbie Mitchell cantando el papel de Clara, siendo la primera artista en grabar "Summertime" de ese musical.
Hasta el lanzamiento del álbum de jazz de Ella Fitzgerald y Louis Armstrong Porgy and Bess, "Summertime" era todavía relativamente desconocida por el gran público, pues se trataba de una composición musical para una ópera. Evidentemente, la melodía simple de "Summertime" dejó mucho espacio para la improvisación, y los instrumentistas y cantantes de jazz fueron adaptándola a sus estilos como si la canción fuera suya. Mahalia Jackson se convirtió en una de las cantantes de góspel más influyentes del mundo. En 1956, sin embargo, Jackson lanzó "Summertime", una de las pocas veces que grabó música que no era religiosa. Miles Davis grabó la versión instrumental de "Summertime" en solo cuatro días en el verano de 1958. El éxito de "Summertime" no se detuvo en Estados Unidos. En la década de los 70, la canción había viajado a Jamaica, y pronto se dio a conocer la interpretación del reggae de B. B. Seaton. A medida que la canción se extendió por todo el mundo, también lo hicieron varias interpretaciones. Desde la versión de jazz latino de Mongo Santamaría, en la década de 1980, hasta la versión de la cantante beninesa Angelique Kidjo, en 2012 (cantó en su lengua materna), "Summertime" se adaptó una y otra vez. En la producción ENO en 2018 de The Gershwins Porgy and Bess,"Summertime" fue cantada por Nadine Benjamin.
Forma parte del Great American Songbook. Se ha convertido en una de las canciones más versionadas a lo largo del siglo XX, con unos 38 000 diferentes versiones registradas. Se encuentra en el puesto número 3 del ranking del sitio web especializado JazzStandards.com que recoge a las composiciones que aparecen con más frecuencia en los discos compactos actualmente disponibles de artistas de jazz. La gran versatilidad sonora de Summertime hace que se haya versionado prácticamente en todos los géneros, desde música disco hasta reggae. Desafortunadamente, Gershwin no vivió lo suficiente para ver a su canción convertirse en la mundialmente famosa que es hoy.

## Artistas que han interpretado «Summertime»
En septiembre de 1936, una grabación de Billie Holiday fue la primera en llegar a las listas de éxitos de EE. UU.[cita requerida]
La versión para la película de Porgy & Bess (1958), dirigida por Otto Preminger, se encuentra en el puesto número 52 de la lista de las 100 mejores canciones del cine estadounidense del American Film Institute.
La versión de mayor éxito comercial fue de Billy Stewart, que alcanzó el puesto # 10 en el Billboard Hot 100 en 1966.
La composición ha sido interpretada, bien como canción, bien como instrumental, también por Mildred Bailey, Booker T and the MG's, Sarah Brightman, James Brown, John Coltrane, Perry Como, Sam Cooke Kenny G, Peter Gabriel, Jerry Garcia, Martha High, Mahalia Jackson, Al Jarreau, Janis Joplin, Lee Konitz, Jeanne Lee, Peggy Lee, Paul McCartney, Helen Merrill, Willie Nelson, Lou Rawls R.E.M., Pete Seeger, Golden Gate Quartet, Nina Simone, Smashing Pumpkins, Sonny y Cher, Billy Stewart, Maxine Sullivan, Sarah Vaughan, Mina,  Dionne Warwick, Grover Washington, the Zombies., Kiri Te Kanawa., Gene Vincent.

### Versiones
Sería imposible hacer una listado de todas las versiones, citamos solamente las más populares.
- 1936: Billie Holiday[7]
- 1949: Charlie Parker[1]
- 1949: Sidney Bechet - Best of Sidney Bechet (Blue Note Records)[3]
- 1956: Mahalia Jackson[1]
- 1957: Helen Merrill[1]
- 1957: Louis Armstrong y Ella Fitzgerald - Porgy y Bess[1]
- 1958: Mundell Lowe - Porgy y Bess[1]
- 1958: Miles Davis[8]
- 1958: Gene Vincent[cita requerida]
- 1959: Oscar Peterson - Oscar Peterson Plays Porgy & Bess[9]
- 1959: Nina Simone[1]
- 1959: Lamer,dicks, & Ross - Lambert, Hendricks, & Ross![3]
- 1960: Helen Dowdy - en directo, con ocasión de la misa celebrada tras el fallecimiento de Abbie Mitchell.[10]
- 1961: John Coltrane - My Favorite Things[11]
- 1961:[cita requerida] Sam Cooke
- 1961: Mina
- 1961: Duke Ellington - Piano in the Foreground[3]
- 1963: Sonny Rollins y Coleman Hawkins - Sonny Meets Hawk![3]
- 1963: Art Blakey Quartet - A Jazz Message[3]
- 1964: Stan Getz[1]
- 1966: Billy Stewart[6]
- 1968: Janis Joplin
- 1968: Vicky Leandros[12]
- 1973: Gil Evans - Svengali[3]
- 1976: Cleo Laine y Ray Charles - Porgy y Bess[1]
- 1982: The Fun Boy Three
- 1988: Ray Brown Trio - Bam Bam Bam (Concord Records)[3]
- 1988: Paul McCartney - Снова в СССР (Back in the USSR)
- 1990: Prince Rogers Nelson - rehearsing 'Summertime' in Osaka, Japan in September 1990[1]
- 1994: Bill Clinton (en directo)[1]
- 1998: Joshua Redman Timeless Tales for Changing Times 1998 Warner Music[3]
- 1998: Herbie Hancock - Gershwin's World (con Joni Mitchell, Stevie Wonder, Wayne Shorter e Ira Coleman[1])
- 2000: Magni  Wentzel - Porgy y Bess[1]
- 2002: Morcheeba - Live Sessions[1]
- 2003: Norah Jones - Aug. 30, 2003, at the Tanglewood Jazz Festival[1]
- 2006: Lorena Gómez - OT 2006
- 2012: Angélique Kidjo[1]
- 2013: Leo Caruso & Club Mondrian en el disco Colores Primarios
- 2014: Annie Lennox - Nostalgia
- 2016: Nathy Peluso - https://www.youtube.com/watch?v=6C0GCYMp_zw
- 2016: Joanne Shaw Taylor - Wild
- 2020: Lana del Rey